# Onthophagus arai
Onthophagus arai là một loài bọ cánh cứng trong họ Bọ hung (Scarabaeidae).